# Fellhorn
Fellhorn är ett berg i Österrike.   Det ligger i distriktet Kitzbühel och förbundslandet Tyrolen, i den centrala delen av landet, 300 km väster om huvudstaden Wien. Toppen på Fellhorn är 1 764 meter över havet, eller 449 meter över den omgivande terrängen. Bredden vid basen är 6,0 km.
Terrängen runt Fellhorn är kuperad åt nordväst, men åt sydost är den bergig. Närmaste större samhälle är Kössen, 10,5 km nordväst om Fellhorn. 
I omgivningarna runt Fellhorn växer i huvudsak blandskog. Runt Fellhorn är det ganska tätbefolkat, med 52 invånare per kvadratkilometer.